# 엘트롬보팍
엘트롬보팍(Eltrombopag)은 혈소판 수가 떨어지는 혈소판감소증, 그리고 중증 재생불량성 빈혈 치료에 사용되는 약물로, 프로막타(Promacta) 등의 상품명으로 판매되는 중이다. 대한민국을 포함한 미국 이외 국가에서는 레볼레이드(Revolade)라는 상품명으로 노바티스가 시판 중이다. 트롬보포이에틴 수용체 작용제에 속한다. 경구 투여 약제이다.
글락소스미스클라인과 리간드 파마슈티컬스의 공동 연구를 통해 발견되었으며, 이후 노바티스로 권리가 넘어갔다.

## 의학적 사용
2008년 11월 20일, 미국 식품의약국(FDA)은 코르티코스테로이드, 면역글로불린 치료, 비장절제술을 받고도 치료 반응이 충분하지 않은 만성 특발성 혈소판 감소성 자반증(ITP) 환자에 대해 엘트롬보팍 사용을 승인했다.
2015년 8월 24일, FDA는 코르티코스테로이드, 면역글로불린, 비장절제술에 대한 반응이 충분치 않았던 1살 이상 소아의 특발성 혈소판감소증의 치료에 대해 사용을 승인했다.
2014년 2월, FDA는 엘트롬보팍을 면역억제 치료가 성공하지 못한 재생불량성 빈혈 환자에 대한 획기적 치료로 지정했다. 2017년, NIH는 엘트롬보팍을 재생불량성 빈혈의 표준 치료제로 추가했다. 엘트롬보팍을 재생불량성 빈혈의 면역억제 치료에 이용할 시 항흉선세포글로불린(ATG), 사이클로스포린과 병용한다.